# Vadims Logins
Vadims Logins (Rēzekne, 30 dicembre 1981) è un ex calciatore lettone, di ruolo difensore.

## Carriera

### Club
Ha esordito in massima serie lettone nel 1999 con il Rēzekne, club della sua città natale. Con la retrocessione della squadra si trasferì al Dinaburg, altro club di massima serie. Col Dinaburg Logins debuttò nelle coppe europee giocando il 23 giugno 2002 l'andata del primo turno di Coppa Intertoto UEFA 2002 contro lo Zagłębie Lubin e segnò la sua prima rete in Virsliga il 2 novembre 2002 nella sconfitta contro lo Skonto.
Nel 2005 si trasferì al Ventspils, con cui vinse il suo primo trofeo, la Coppa di Lettonia, pur senza scendere mai in campo nel torneo e trovando poco spazio anche in campionato. Dopo una sola stagione ritornò quindi al Dinaburg, dove rimase un biennio e fu impiegato con maggiore continuità. Nel 2008 si trasferì al Daugava con cui vinse la sua seconda coppa di Lettonia, stavolta giocando titolare la finale vinta ai rigori proprio contro il Ventspils. Nel 2009 Logins fece ritorno per la terza volta al Dinaburg: questa volta vi rimase per meno di una stagione, dato che a settembre si trasferì in Moldavia al Dacia Chișinău.
L'avventura all'estero fu di breve durata: già ad inizio 2010 tornò a giocare per il Daugava, con cui rimase per quasi tre stagioni, lassciando il club nell'agosto del 2012, proprio quando si avviava alla vittoria del campionato. Scelse infatti di trasferirsi in Germania, con il Rehden, squadra di quarta serie. Dopo una stagione in cui totalizzò 17 presenze e una rete all'attivo, nell'estate del 2013 si trasferì al Lokomotive Lipsia, altro club di quarta serie; l'avventura fu breve perché già a gennaio 2014 scese di due categorie trovando ingaggio al Neuruppin. In questo club giocò fino all'estate 2022, quando si ritirò, totalizzando 137 presenze in Brandenburgliga con 30 reti all'attivo.

### Nazionale
Ha disputato un unico incontro in nazionale il 9 febbraio 2005: subentrò a Juris Laizāns nei minuti finali della partita contro l'Austria, valida per stabilire la terza classificata nel Torneo Internazionale di Cipro.

## Palmarès

### Club
- Coppa di Lettonia: 2

Ventspils: 2005
Daugava Daugavpils: 2008

## Statistiche

### Cronologia presenze e reti in nazionale
| Cronologia completa delle presenze e delle reti in nazionale ― Lettonia | Cronologia completa delle presenze e delle reti in nazionale ― Lettonia | Cronologia completa delle presenze e delle reti in nazionale ― Lettonia | Cronologia completa delle presenze e delle reti in nazionale ― Lettonia | Cronologia completa delle presenze e delle reti in nazionale ― Lettonia | Cronologia completa delle presenze e delle reti in nazionale ― Lettonia | Cronologia completa delle presenze e delle reti in nazionale ― Lettonia | Cronologia completa delle presenze e delle reti in nazionale ― Lettonia |
| Data                                                                    | Città                                                                   | In casa                                                                 | Risultato                                                               | Ospiti                                                                  | Competizione                                                            | Reti                                                                    | Note                                                                    |
| ----------------------------------------------------------------------- | ----------------------------------------------------------------------- | ----------------------------------------------------------------------- | ----------------------------------------------------------------------- | ----------------------------------------------------------------------- | ----------------------------------------------------------------------- | ----------------------------------------------------------------------- | ----------------------------------------------------------------------- |
| 9-2-2005                                                                | Limassol                                                                | Austria                                                                 | 1 – 1 dts (3 – 5 dtr)                                                   | Lettonia                                                                | Torneo Internazionale di Cipro                                          | -                                                                       | 84’                                                                     |
| Totale                                                                  |                                                                         | Presenze                                                                | 1                                                                       |                                                                         | Reti                                                                    | 0                                                                       |                                                                         |